# Фокко Укена
Фокко Укена (нем. Focko Ukena, в.-фриз. Focko Ukena; ок. 1365, Нермор, Восточная Фризия — 6 октября 1436, Дейкхёйзен, Оммеланды) — восточнофризский хофтлинг (вождь) Мормерланда и Ленгенерланда; происходил из могущественного рода Укена. Он сыграл значительную роль в войне между схирингерерами и феткоперами в провинциях Гронинген и Фрисландия. Кроме того, он был одним из лидеров сопротивления процессу централизации власти в Восточной Фризии кланами том Брок и Кирксена. Законы, изданные Укеной, были последними юридическими актами, действовавшими на всей фризской территории от Вли до Везера.

## Происхождение и семья
Фокко был хофтлингом Лера и происходил из бедного, но древнего рода хофтлингов из Нермора или Эдермора в Восточной Фризии. Имя его отца было Уко, поэтому его звали Укена. Уко был хофтлингом Нермора и лордом Ауриха и Брокмерланда, предположительно имел родство с кланом том Брока. Его матерью была Амке ван Ленген из клана Рипперда (ум. 1417). Дедушка Фокко был Бенно, также хофтлинг Нермора. Ничего не известно о детстве и юности Фокко. События его жизни датируются преимущественно первой половиной XV века.
Благодаря его браку с Тедой ван Рейде он смог расширить свои владения. От этого брака родились два мальчика, Уко Фоккена и Удо Фоккена, и две дочери, Амке и Баве. Во втором браке Фоко был женат на Хидде из Дейкхёйзена, вероятно, из клана Рипперда. От этого второго брака у него был один ребёнок, девочка Ульске. Благодаря этому браку он приобрёл большие владения на востоке нынешней провинции Гронинген. Он построил свой замок в Лере.

## Фризская свобода

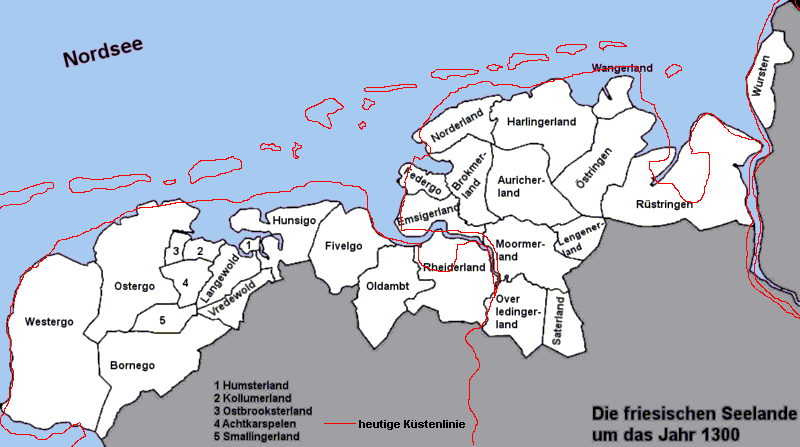
Фризские земли между Вли и Везером в 1300 году.

На севере современных Нидерландов, приблизительно в нынешних провинциях Гронинген и Фрисландия, в XIV веке де-факто не было национальной власти. Это также относится к соседней Восточной Фризии. Отсутствие местной центральной власти в этих регионах было названо «фризской свободой». Эта свобода находилась под угрозой с разных сторон:
- Голландия пыталась расширить свою власть над Фрисландией при поддержке ряда важных вождей и городов на западе;
- в Восточной Фризии самые влиятельные вожди пытались сформировать своё собственное фризское феодальное государство;
- в центре Фрисландии город Гронинген продолжал расширять свою власть.

Все эти конфликты интересов в то же время формировали часто запутанные споры и войны между схирингерами и феткоперами. В общем партия схирингеров пользовалась поддержкой города Гронинген и более мелких местных вождей, в то время как большинство других городов и влиятельных вождей на востоке и западе Фрисландии образовали партию феткоперов. На практике это деление было сильно размыто, потому что лагеря часто менялись, исходя из личного оппортунизма. Между 1413 и 1422 годами во фризских землях разгорелся исключительно большой конфликт, который был назван Великой фризской войной. Фокко Укена играл в нём важную роль в качестве военного лидера.

## Роль Фокко
После нескольких лет сражений в качестве наёмника, Фокко поступил на постоянную службу к Кено II том Броку и стал командующим его армией. В боях, имевших место во время Великой фризской войны (1413—1422), он несколько раз побеждал противников. В 1415 году он разбил схрингеров под Вестрэмденом и занял город Гронинген. В результате город перешёл на сторону феткоперов. Из Гронингена Фокко уничтожил укрепления схирингеров в Волтерзюме, Стедюме, Энрюме, Бафло, Термюнтене и Аппингедаме. В 1417 году Фокко победил Сикке Сьярду в Нордхорне, где якобы было убито 500 схерингеров и 400 заключено в тюрьму. Затем он разграбил Ахткарспелен.
Затем король Священной Римской империи Сигизмунд решил поддержать схирингеров и объявил поражение в правах в отношении Фокко, города Гронинген и ряда других феткоперов. Фокко это мало заботило, и в 1418 году он завоевал Доккюм. Оттуда он отправился на кораблях и высадился в Хинделопене, где победил схирингеров, которые осаждали там феткоперов. По слухам, Фокко повесил там большое количество своих пленных. Он покорил Ставерен и в 1420 году снова пришёл на помощь Хинделопену, чтобы осадить Слотен. Когда голландские войска во главе с Хендриком ван Ренессе пришли на помощь схирингерам, Фокко пришлось отступить после тяжёлых боёв в битве при Слотене.
Гронингенский мирный договор был заключён 1 февраля 1422 года и был направлен против всех иностранных правителей. Фокко был первым, кто подписал этот документ. Этот договор положил конец военным действиям и постановил, что Окко II том Брок (сын покойного на тот момент Кено том Брока) правит Восточной Фризией, городом Гронинген и Оммеландами.
Затем Фокко принимал активное участие в борьбе с виталийскими братьями и изгнал их из Эзумазейла и Доккюма с помощью Ганзейского союза. В 1424 году он был утверждён Окко в качестве лорда Мормерланда, Оверледингерланда и Рейдерланда.

## Борьба за власть
Вскоре напряжённость в отношениях между Фокко и Окко достигла максимума, и в 1426 году под лозунгами фризской свободы Фокко восстал против своего сюзерена. У него не было особых проблем с поиском поддержки среди хофтлингов, потому что те тоже были настроены против Окко, и к тому же у Фокко были заключены стратегически важные браки с семьями хофтлингов.
27 сентября 1426 года Фокко подвергся нападению в Детерне близ Лера со стороны армии союзников Окко: архиепископа Бременского и графов Ольденбурга, Хойя, Дипхольца и Текленбурга. Благодаря своему хорошему знанию местности Фокко сумел победить рыцарскую армию своих противников. Графы Ритберга и Дипхольца были убиты, а архиепископ Бременский был взят в плен. Тем временем войска Окко грабили владения Фокко на востоке Гронингена. В начале октября 1427 года Фокко победил город Гронинген в Остерхуке. Город вынужден был открыть свои ворота для Фокко и выплатить ему компенсацию за грабежи прошлого года. В том же году Фокко заключил двадцатилетний союз с хофтлингами Оммеландов и других фризских земель. Он издал законы, которые распространялись и на город Гронинген.
Когда Фоко распространил свою власть на Гронинген и Оммеланды, он вступил в союз с епископом Мюнстера и признал его своим сюзереном. Затем он вернулся в Восточную Фрисландию для сведения счётов с Окко. Окко закрепился в Мариенхафе, но 28 октября 1427 года, наконец, вышел на битву (битва на Диких полях), где был побёжден и захвачен Фокко. Виталийские братья поддержали Окко и поэтому были изгнаны из Восточной Фрисландии Фокко. В итоге Фокко полностью захватил владения Окко.
Однако его авторитаризм и высокие налоги быстро вызвали сильное сопротивление. В 1428 году город Гронинген уже заключил союз с Вестерквартером, который был направлен против Фокко. Складочное право города было восстановлено. После неудачного нападения на Бремен восточнофризские хофтлинги также восстали против Фокко. В 1430 году они объединились в Свободный союз семи восточнофризских земель против Фокко, а в 1431 году под предводительством Эдцарда Кирксены они осадили Фокко в его замке недалеко от Лера. Фокко удалось сбежать, переправившись через бухту реки Эмс, и он отправился в Мюнстер. Оттуда он совершал набеги и грабежи в землях своих противников, но в 1433 году его последняя армия была разбита в битве при Баргебуре. Фокко скрылся в своём замке Дейкхёйзен в Аппингедаме и начал дипломатические усилия, чтобы улучшить своё положение, но умер в 1436 году.